# درگیری ۲۰۰۳ جزیره توزلا

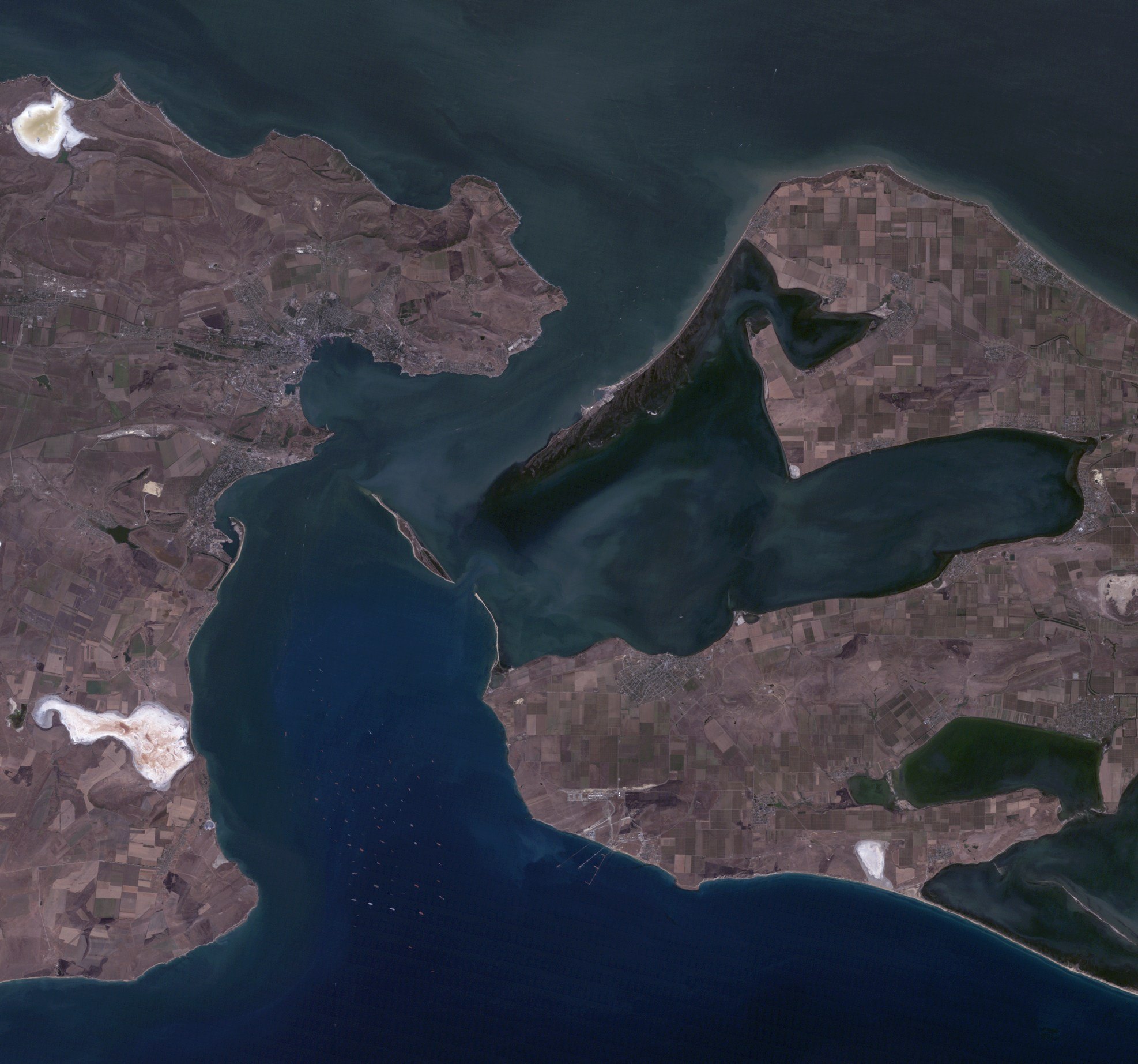
تنگه کرچ در سال ۲۰۱۱ شکل زمینی گسترده‌ای را به تصویر می‌کشد که به نظر می‌رسد از سواحل روسیه به سمت جزیره کشیده شده‌است.

در اکتبر ۲۰۰۳ یک اختلاف زمینی بر سر مالکیت جزیره توزلا میان اوکراین و روسیه وجود داشت. مقامات روسی ادعا کردند که انتقال کریمه به اوکراین در سال ۱۹۵۴ فقط شامل بخش‌های قاره‌ای کریمه می‌شد، حتی اگر جزیره توزلا از سال ۱۹۴۱ به لحاظ اداری بخشی از کریمه بوده باشد. از زمان الحاق کریمه به فدراسیون روسیه در سال ۲۰۱۴، جزیره توزلا عملاً بخشی از روسیه است و پایه پل کریمه را تشکیل می‌دهد.

## پیشامدها
طرف روسی بدون مشورت اولیه با مقامات دولتی اوکراین شروع به ساخت سدی از شبه جزیره تامان به سمت جزیره برای بازیبای شبه جزیره فرسوده کرد. پس از اینکه ساخت سدی به طول ۳٫۸ کیلومتر دقیقاً در مرز روسیه و اوکراین معلق شد، فاصله بین سد و جزیره اکنون ۱٬۲۰۰ متر (۳٬۹۰۰ فوت) است. ساخت سد منجر به افزایش شدت جریان آب در تنگه و فرسودگی جزیره شد. برای جلوگیری از وخامت اوضاع، دولت اوکراین بودجه را برای افزایش ژرفای بستر تنگه تأمین کرد.
در ۲۱ اکتبر ۲۰۰۳، سرویس مرزی اوکراین یدک‌کش روسی تروژنیک را که از مرز دولتی اوکراین عبور کرد و از جزیره عکس و فیلم گرفت را دستگیر کرد. پس از این رخداد، پروتکل مربوطه ایجاد شد و کشتی به مقامات مرزی روسیه تحویل داده شد. در ۲۳ اکتبر ۲۰۰۳، پارلمان اوکراین قطعنامه‌ای «برای از بین بردن تهدید علیه تمامیت ارضی اوکراین که در نتیجه ساخت سد توسط فدراسیون روسیه در تنگه کرچ ایجاد شده بود» را صادر کرد. یک کمیسیون ویژه موقت پارلمانی برای بررسی دقیق‌تر این پرونده ایجاد شد.
در ۳۰ تا ۳۱ اکتبر ۲۰۰۳، مذاکراتی میان اوکراین و روسیه آغاز شد که منجر به تعلیق ساخت سد شد. به دلیل درگیری، در ۲ دسامبر ۲۰۰۳، یک ایستگاه گشت مرزی اوکراین در جزیره مستقر شد. در ۵ دسامبر ۲۰۰۳، کابینه اوکراین دستور شماره 735p را در رابطه با اقدامات فوری برای نجات جزیره صادر کرد. در ۴ ژوئیه ۲۰۰۴، کابینه اوکراین دستور شماره 429p را صادر کرد که ساخت سازه‌های تقویت‌کننده ساحل و انتقال جمعیت از مناطق سیل زده را پیش‌بینی می‌کرد.

## پیامدها
پس از درگیری در سال ۲۰۰۳، شورای عالی کریمه دستور ایجاد یک شهرک جدید در این جزیره را صادر کرد. با این حال، در ۶ سپتامبر ۲۰۰۶، مدیریت شهری کرچ از ایجاد چنین شهرکی خودداری کرد، زیرا با ترکیب اداری - سرزمینی شهر در تضاد بود.
فاصله تا سد ناتمام که از شبه جزیره تامان امتداد دارد حدود ۱۰۰ متر (۳۳۰ فوت) است که ژرفای آب در امتداد کم عمق پیشین بیش از ۶۰ سانتیمتر (۲۴ اینچ) نیست.
اختلافات در مورد حق عبور با یک توافقنامه دوجانبه در سال ۲۰۰۳ در مورد همکاری در استفاده از دریای آزوف و تنگه کرچ، حل شد که باعث شد این آب‌ها از آب‌های داخلی هر دو کشور مشترک باشند، اما تنش‌های جدیدی پس از سال ۲۰۱۴ و الحاق کریمه به روسیه به وجود آمد.